# Jerzy Szweykowski
Jerzy Szweykowski (ur. 11 lipca 1925 w Krakowie, zm. 8 listopada 2002 k. Wieruszowa) – polski botanik i genetyk.

## Życiorys
Był synem Zygmunta Szweykowskiego, historyka literatury, i Antoniny z Janiszewskich.
W 1969 roku został profesorem genetyki na Uniwersytecie Poznańskim. Od 1970 pracował w Zakładzie Genetyki Roślin przy Polskiej Akademii Nauk. W 1973 został członkiem korespondentem, w 1989 członkiem rzeczywistym PAN, a w roku 1982 przyjęto go także do Towarzystwa Naukowego Warszawskiego. Autor wielu prac na temat taksonomii mszaków oraz genetyki populacyjnej roślin. Wraz z żoną Alicją Szweykowską opublikował podręcznik Botanika.

## Wyróżnienia
W 1995 roku został wraz z żoną wyróżniony Medalem im. Władysława Szafera. Medal przyznawany jest autorom prac z zakresu botaniki, odznaczających się wybitną wartością naukową.